# Sztokfisz

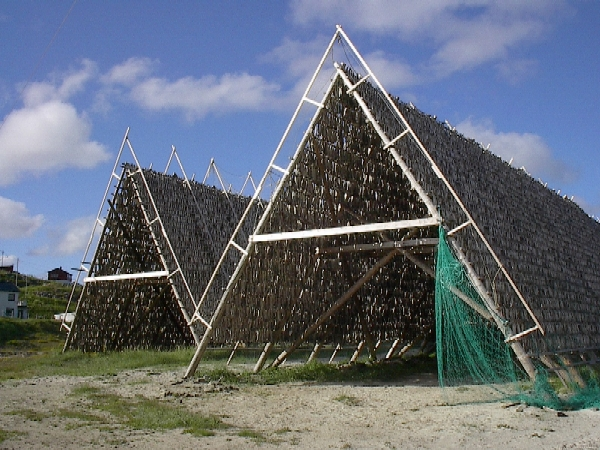
Suszące się na słońcu ryby w miejscowości Hovden

Sztokfisz (z niemieckiego Stockfisch) – nazwa handlowa produktu przetwórstwa rybnego. Są to suszone ryby najczęściej z rodziny dorszowatych – przede wszystkim duże dorsze – pochodzące z połowów na Morzu Północnym, łowiskach islandzkich i nowofundlandzkich, a w połowie XX w. także na łowiskach północnej części Oceanu Spokojnego. W Norwegii nazywany jest on „tørrfisk” i jest on niesolony w przeciwieństwie do podobnego produktu o nazwie klippfisk. Pod koniec kwietnia ponad 400 000 m² Lofotów pokryte jest suszącym się na żerdziach dorszem. Rocznie ponad 16 milionów kg dorszy zostaje wysuszone na Lofotach.

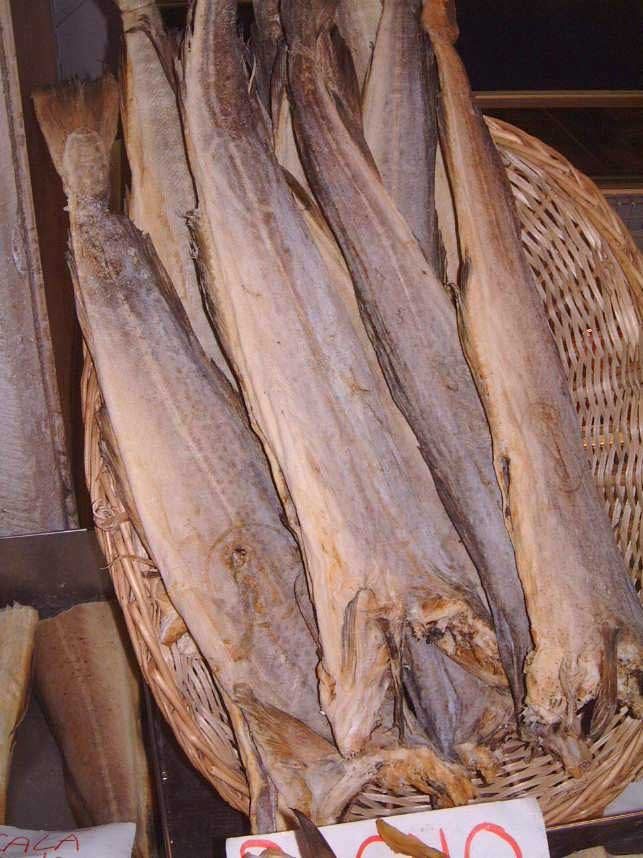
Gotowy produkt

Technologia produkcji sztokfiszy polega na usunięciu głowy, rozcięciu wzdłuż i wypatroszeniu ryb, a następnie suszeniu ich na wolnym powietrzu w niskiej temperaturze. Tak przetworzona ryba traci około 80% swojej masy, a gotowa zawiera około 80% białka.
Przed spożyciem sztokfisze należy ubijać młotkiem do mięsa, a następnie przez kilka dni moczyć, zmieniając wodę 2 razy dziennie. Tradycyjnie Norwegowie spożywają sztokfisze tylko raz do roku – na święta Bożego Narodzenia.
Obecnie produkcja sztokfiszy uległa znacznemu zmniejszeniu ze względu na powszechne stosowanie zamrażania złowionych ryb. Produkowane są nadal w Norwegii jako przysmak kulinarny, eksportowany do krajów śródziemnomorskich – sztokfisze używane są m.in. w tradycyjnej kuchni włoskiej, a także portugalskiej przy przygotowywaniu tradycyjnej potrawy – bacalhau.
Był sprowadzany do Polski od średniowiecza.